# 天涯同命鸟
天涯同命鸟，新加坡电视连续剧，共40集。由新加坡广播局一线小生黄文永、向云、陈莉萍主演的以日占时期为背景的历史剧，于1986年在新加坡首播，并于1987年夏引进到中国大陆，是最早一批引进到中国大陆的新加坡电视剧。在大陆播放期间，一度引万人空巷，成为媲美港剧【上海滩】的一代经典。但此剧于上世纪90年代后再也没有在中国大陆的主流媒体上有过重播，甚至鲜有报道。

## 剧情
该剧主要反映南洋华人在新加坡日占时期日本侵略者统治下的悲惨命运及相关人物间的情感纠葛。

## 文化影响
剧中「白痴」山瑞一角在中国一些地区流传甚广，成为「傻瓜」的代名词。

## 外部連結
- 豆瓣电影上《天涯同命鸟》的資料 （简体中文）
- 天涯同命鸟--片头曲